# Cmentarz wojenny nr 148 – Chojnik
Cmentarz wojenny nr 148 – Chojnik – zabytkowy cmentarz z I wojny światowej znajdujący się we wsi Chojnik w województwie małopolskim, w powiecie tarnowskim, w gminie Gromnik. Jest jednym z 400 zachodniogalicyjskich cmentarzy wojennych zbudowanych przez Oddział Grobów Wojennych C. i K. Komendantury Wojskowej w Krakowie. W VI okręgu tarnowskim cmentarzy tych jest 63.

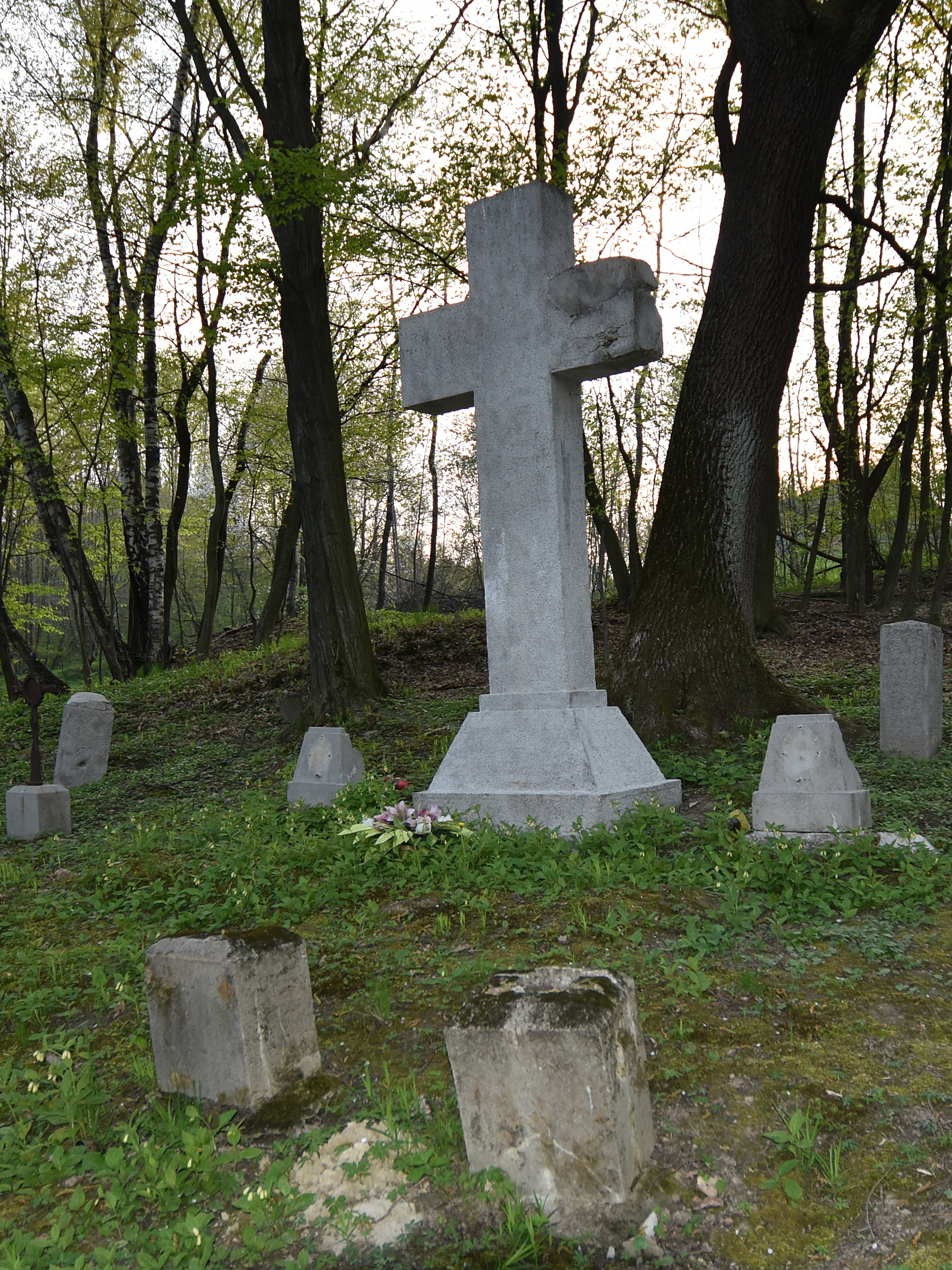
Pomnik centralny

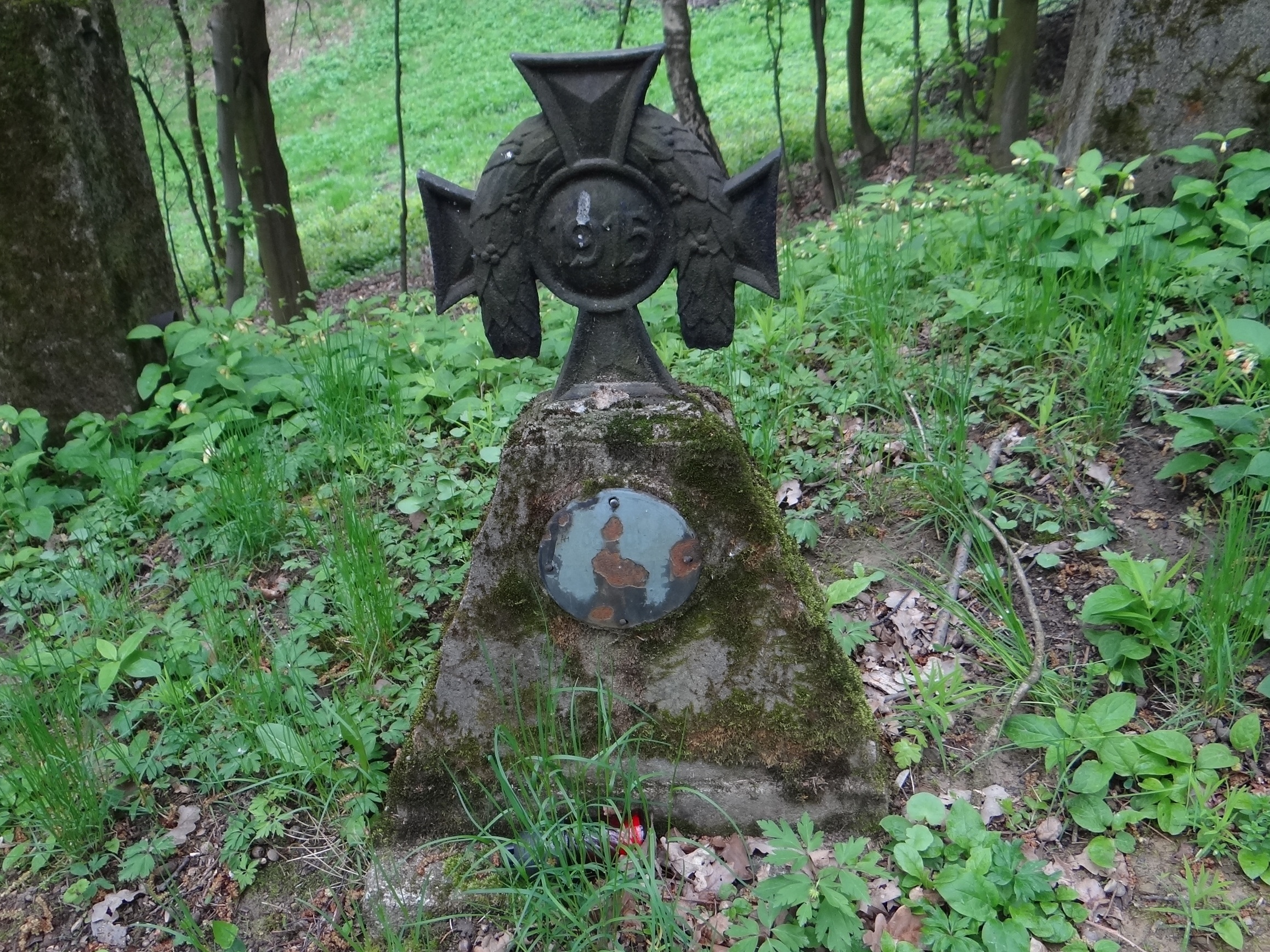
Nagrobek z krzyżem maltańskim

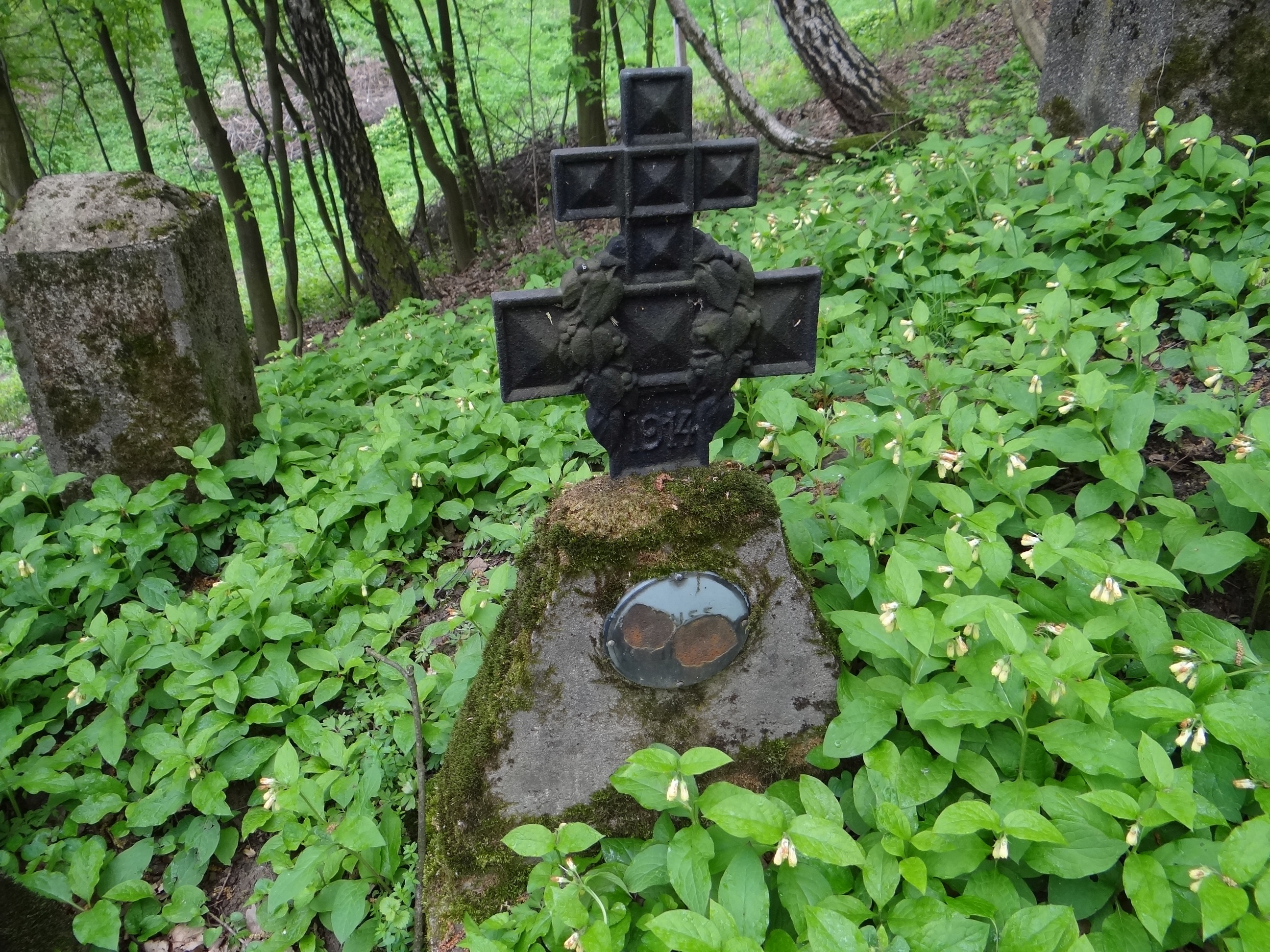
Nagrobek z krzyżem lotaryńskim

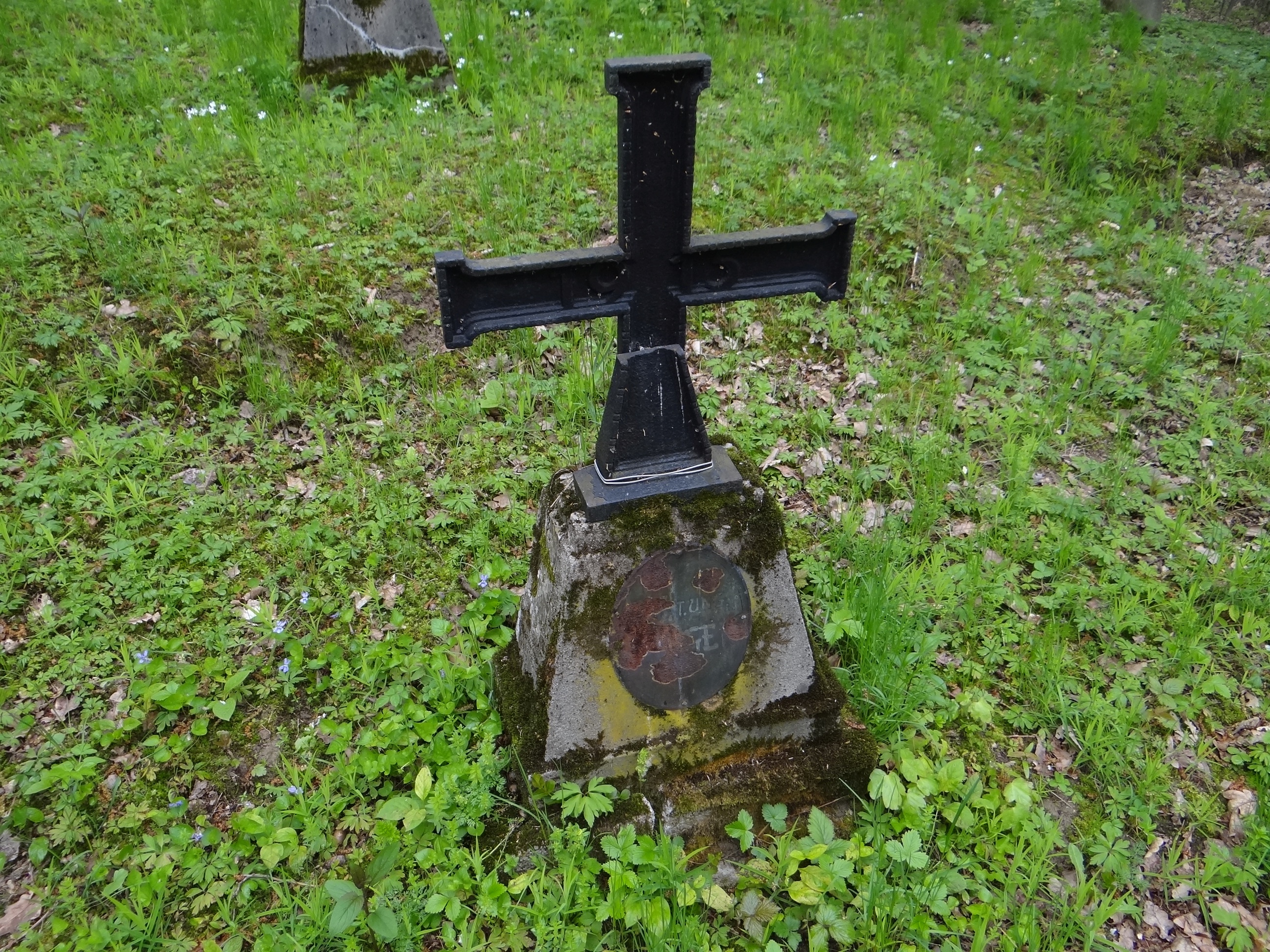
Nagrobek z krzyżem łacińskim

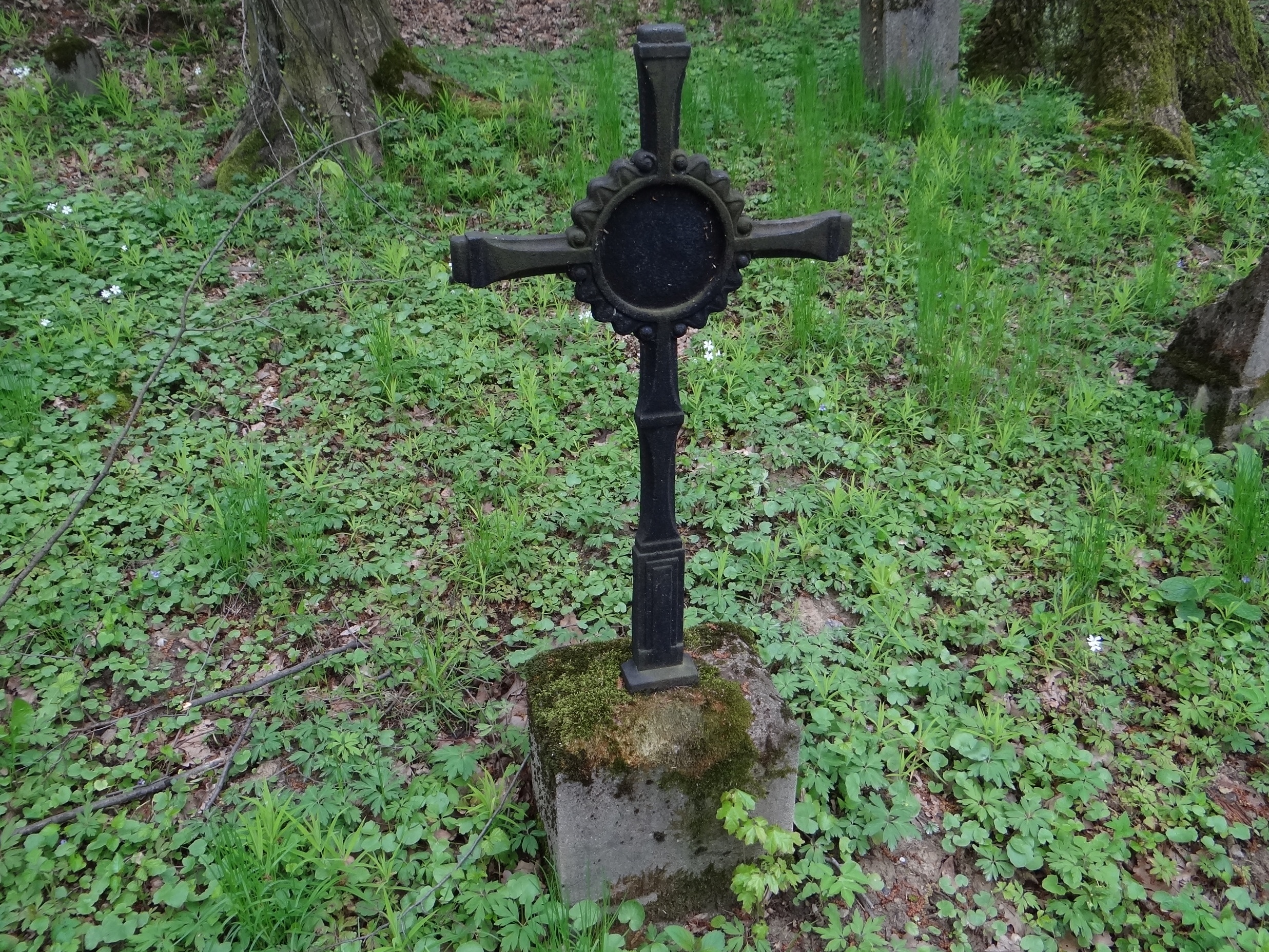
Nagrobki z krzyżami łacińskimi

## Położenie
Cmentarz znajduje się na stoku po północnej stronie drogi Gromnik – Tuchów, w odległości kilkaset metrów od tej drogi. Od głównej drogi prowadzi w górę wąska asfaltowa droga. Cmentarz znajduje się w zagajniku  po jej lewej stronie na stoku o średnim nachyleniu i z drogi jest niewidoczny, Nie prowadzi do niego żadna droga dojazdowa, brak też tabliczek informacyjnych.

## Opis cmentarza
Zaprojektowany został przez Heinricha Scholza. Ma kształt prostokąta z dwoma ściętymi narożnikami. Znajduje się na nim 5 grobów zbiorowych i 29 pojedynczych. Jego ogrodzenie tworzą betonowa podmurówka i betonowe słupki, pomiędzy którymi  pierwotnie rozpięte były dwa rzędy metalowych rur. Wejście jest jedno, od dolnej strony stoku przez trójdzielną furtkę z kwadratowych metalowych prętów. Głównym elementem ozdobnym jest osadzony na postumencie betonowy krzyż łaciński znajdujący się na przeciwległym do furtki boku prostokąta. Od furtki do krzyża prowadzi alejka. Po obydwu jej stronach rozmieszczono w rzędach nagrobki mające postać betonowych steli z tabliczkami blaszanymi. Zwieńczone są żeliwnymi krzyżami. Jest kilka rodzajów tych krzyży:
- małe żeliwne krzyże lotaryńskie z motywem wieńca laurowego i datą 1914
- małe żeliwne krzyże maltańskie z motywem wieńca laurowego i datą 1915
- większe żeliwne krzyże łacińskie z okrągłą i zębatą glorią na spojeniu ramion
- większe, żeliwne krzyże lotaryńskie,
- większe, żeliwne krzyże łacińskie

Betonowy krzyż centralny na cmentarzu nr148 jest identyczny z krzyżem na cmentarzu wojennym nr 147 na Golance, znajdującym się na wzgórzu po drugiej stronie rzeki Białej. Jest to prawdopodobnie celowy zamysł projektanta. W okresie I wojny światowej tereny tutaj były bezleśne, z jednego cmentarza można było zobaczyć drugi.

## Polegli
Pochowano tu 40 żołnierzy armii austro-węgierskiej i 20 żołnierzy armii rosyjskiej. Zidentyfikowano 22. Wśród żołnierzy austro-węgierskich większość służyła w 6. i 36. pułkach piechoty landszturmu. Polegli oni w dniu 2 maja 1915 roku, a więc podczas pierwszego dnia bitwy pod Gorlicami, podczas której sprzymierzone wojska austro-węgierskiej i niemieckiej zdobyły okopy armii rosyjskiej i przepędzili ją daleko na wschód.

## Losy cmentarza
Austriacy wykonali cmentarze bardzo solidnie, jednak z czasem cmentarz ulegał w naturalny sposób niszczeniu przez czynniki pogody i roślinność. Do 2016 r. cmentarz nr 148 nie był poddany generalnemu remontowi, usunięto tylko chaszcze i okresowo usuwane jest zadarnienie. Cmentarz zachował taki sam układ, jak 100 lat temu, po wybudowaniu. Zachowały się wszystkie oryginalne nagrobki, furtka wejściowa i betonowe słupki ogrodzenia. Część krzyży jest odłamana od betonowych nagrobków, ale znajdują  się obok nich. Znikły tylko metalowe rury ogrodzenia. Napisy na blaszanych tabliczkach są już nieczytelne, a betonowe elementy pochyliły się na różne strony.